# H研究会
H研究会（えっちけんきゅうかい）は1999年11月26日にメイビーソフトより発売された恋愛アドベンチャーゲーム。

## ストーリー
冬休み間近のある日、主人公の安田直人は風邪をひき、学校を2日間休む。その間に行われた委員選挙にて、直人が保健委員に割り当てられてしまう。後日登校した彼は同級生からそのことを知らされ、休んだ自分が悪いと冷たく言われ、仕方なく保健委員の仕事をする。
同級生に言われた通り資料を持って保健室に行った彼は、保健委員会の正体が「H研究会」であることを思い知らされる。明るく、楽しく、仲よくエッチをモットーにした部活動に同部初の男性部員として強制的に入部させられ、直人は毎回趣向を変えたエッチ三昧にのめり込んでいく。

## 登場キャラクター
安田 直人（やすだ なおと）
主人公。風邪で学校を休んでしまい、その間に行われた委員選挙で保健委員に勝手に選ばれてしまう。だが保健委員会で行われている裏の部活動「H研究会」の存在を知り、のめり込んでいく。超がつくほどの近眼で大きな丸眼鏡を欠かさずかけているため一見あまり冴無さそうな顔だが外すと美形であることが分かる。
沢口 翔子（さわぐち しょうこ）
H研究会の設立者で同会の部長。学校ではもっぱら可愛くて元気だと思われているが、実際は好色な人物である。触覚状のアホ毛がある。口癖は「愛よ! 愛が大事なの!!」。自称、愛の伝道師。
滝本 香名子（たきもと かなこ）
直人の先輩の同校の生徒でH研究会部員。以前は家政研究会にいたが、精力がつきそうな料理ばかり作るせいか他の部員には不評だった。
甲田 里美（こうだ さとみ）
直人の後輩の同校の生徒。運動が好きで陸上部に入ったりするも満足出来なかった。その頃、翔子に誘われH研究会に入部する。

## スタッフ
- シナリオ:若狭将仁
- 原画:まめ
- 音楽:KIRIKO/HIKO sound